# 靳之林
靳之林（1928年—2018年12月9日），男，河北滦南人，中国油画家、美术教育家，中央美术学院教授，中国民间剪纸研究会会长。